# Анкути
Анкути (пољ. Ancuty) је село у Пољској које се налази у војводству Подласком у повјату Хајновском у општини Нарев.
Од 1975. до 1998. године ово насеље се налазило у Бјалостоцком војводству.